# Bronze de beril·li

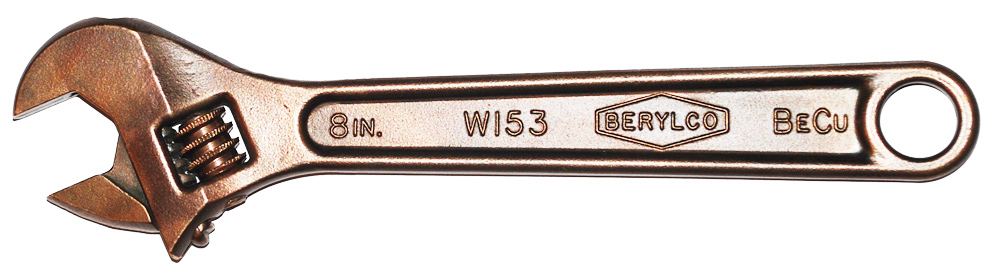
Clau ajustable amb "BeCu" al costat, per demostrar que està fabricat amb coure de beril·li.

El bronze de beril·li és un aliatge de coure amb un contingut de beril·li situat entre el 0,5 i el 3% i sovint amb altres elements aleants. És un aliatge amb una elevada resistència, no magnètic i no produeix espurnes. S'utilitza en la fabricació d'eines per a entorns perillosos, instruments musicals, aparells de mesura de precisió i bales. Els aliatges que contenen beril·li generen risc per inhalació degut a la toxicitat d'aquest.

## Propietats
El coure de beril·li és un aliatge dúctil, soldable i mecanitzable. Igual que el coure pur, és resistent a àcids no oxidants com l'àcid clorhídric i l'àcid carbònic, a productes de descomposició plàstics, al desgast abrasiu i al gripatge. Es pot tractar tèrmicament per augmentar la resistència, la durabilitat i la conductivitat elèctrica. El coure de beril·li aconsegueix la major resistència (fins a 1.400 MPa (200.000 psi)) de qualsevol aliatge a base de coure. Té una bona conductivitat tèrmica (62 Btu / ft-deg.F-H) 3-5 vegades més que l'acer d'eina.

## Toxicitat
De forma sòlida i com a objectes acabats, el coure de berili no presenta cap risc per a la salut conegut. Tanmateix, la inhalació de pols, boira o fum que conté beril·li pot causar la malaltia pulmonar greu, malaltia crònica del beril·li. Aquesta malaltia afecta principalment els pulmons, restringint l'intercanvi d'oxigen entre els pulmons i el flux sanguini. L'Agència Internacional d'Investigació sobre el Càncer (IARC) enumera el beril·li com a cancerigen humà del Grup 1. El Programa Nacional de Toxicologia (NTP) també enumera el beril·li com a cancerigen.

## Aliatges
El coure de beril·li (C17200 i C17300) és un aliatge que endureix l'edat que aconsegueix la major resistència de qualsevol aliatge a base de coure. Pot endurir-se per edats després de formar-se en molles, formes complexes o formes complexes. Es valora per les propietats de la molla, la resistència a la corrosió, l'estabilitat, la conductivitat i el creep baix.
El coure temperat de beril·li és el C17200 i el C17300 que s'ha endurit per la seva edat i s'ha aconseguit endurir-lo en fred. No cal fer cap tractament tèrmic més enllà d'un possible alleugeriment de la tensió. És prou dúctil per ventar-se pel seu propi diàmetre i es pot formar en molles i en la majoria de formes. El filferro temperat és el més útil quan es desitgen les propietats del coure de beril·li, però l'enduriment de l'edat de les peces acabades no és pràctic.
Els aliatges de coure de beril·li C17510 i C17500 són resistents a l'edat i proporcionen una bona conductivitat elèctrica, propietats físiques i resistència. S'utilitzen en molles i filferros on la conducció elèctrica o la retenció de propietats a temperatures elevades és important.
Els aliatges de coure de berili d'alta resistència contenen fins a un 2,7% de beril·li (fosa) o un 1,1-2% de beril·li amb un 0,3% de cobalt (forjat). La força s'aconsegueix endurint l'edat. La conductivitat tèrmica d'aquests aliatges es troba entre els acers i l'alumini. Els aliatges de fosa es formen freqüentment amb motlles d'injecció. Els aliatges forjats són designats per UNS com C17200 a C17400, els aliatges de fosa són C82000 a C82800. El procés d'enduriment requereix un refredament ràpid del metall recuperat, donant lloc a una solució d'estat sòlid de beril·li en coure, que després es manté a 200-460 ° C durant almenys una hora, produint una precipitació de cristalls de beril·lida metaestables a la matriu de coure. Sobreeixir més enllà de la fase d'equilibri esgota els cristalls de beril·lides i redueix la força. Les beril·lides en els aliatges de fosa són similars a les dels aliatges forjats.
Els aliatges de coure de beril·li d'alta conductivitat contenen fins al 0,7% del beril·li amb una mica de níquel i cobalt. La conductivitat tèrmica d'aquests aliatges és superior a l'alumini i lleugerament inferior al coure pur i s'utilitzen sovint com a contactes elèctrics.